# Odznaka „W Służbie Narodu”
Odznaka „W Służbie Narodu” – polskie odznaczenie resortowe okresu PRL, nadawane przez Ministra Spraw Wewnętrznych.

## Charakterystyka
Odznaka „W Służbie Narodu” została ustanowiona uchwałą Rady Ministrów z dnia 12 kwietnia 1974 i zastąpiła dotychczasowe odznaki 10 lat w Służbie Narodu i 20 lat w Służbie Narodu.
Uchwała ta została uchylona 7 grudnia 1990 uchwałą Rady Ministrów nr 188 z 30 listopada 1990 i tym samym nadawanie Odznaki zakończono.
Odznaka była trzystopniowa: złota, srebrna i brązowa.
Odznakę nadawano:
- funkcjonariuszom Milicji Obywatelskiej,
- oficerom, chorążym i podoficerom jednostek wojskowych podległych Ministrowi Spraw Wewnętrznych,
- innym pracownikom resortu spraw wewnętrznych,

– jeżeli osoby te w okresie wieloletniej, wzorowej służby wyróżniły się przy wykonywaniu zadań w ochronie spokoju, porządku i bezpieczeństwa publicznego. 
Po 10 latach służby nadawano odznakę brązową, po 20 latach – srebrną i po 30 latach – złotą.
Odznakę można było również nadać członkom Ochotniczej Rezerwy Milicji Obywatelskiej lub innym osobom, przy spełnieniu podobnych warunków.
Odznakę nadawał Minister Spraw Wewnętrznych z okazji rocznicy powołania Milicji Obywatelskiej (7 października) lub, dla członków ORMO, rocznicy powołania ORMO (21 lutego). Osoba wyróżniona otrzymywała odznakę i jej legitymację.

## Opis odznaki
Odznaka „W Służbie Narodu” ma kształt okrągłego medalu o średnicy 32 mm wykonanego z metalu. Na awersie znajduje się orzeł (w formie godła Polski, bez korony) umieszczony na tle miecza obramowanego złoconym wieńcem z liści dębowych. W dolnej części wieńca znajduje się napis:  W SŁUŻBIE / NARODU rozdzielony cyframi rzymskimi, odpowiednio do ilości lat służby: X, XX lub XXX. Na rewersieie znajduje się w środkowej części między elementami dekoracyjnymi napis: MSW, a na obrzeżu napis: POLSKA RZECZPOSPOLITA LUDOWA.
Odznakę noszono na wstążce o szerokości 37 mm, z pionowym ciemnoniebieskim paskiem środkowym o szerokości 17 mm oraz, od środka na zewnątrz, dwoma paskami czerwonymi o szerokości 6 mm i dwoma paskami białymi o szerokości 4 mm. Obecnie na podobnej wstążce zawieszana jest Odznaka „Zasłużony Policjant”.
Odznakę noszono na lewej stronie piersi w kolejności za odznaczeniami państwowymi i Odznaką „Za zasługi w ochronie porządku publicznego”.
Za równorzędne w stosunku do brązowej i srebrnej odznaki uznawano odznaki: 10 lat w Służbie Narodu i 20 lat w Służbie Narodu.